# 貝爾特拉米縣
貝爾特拉米縣（英語：Beltrami County）是美國明尼蘇達州北部的一個縣。面積7,914平方公里。根據美國2000年人口普查，共有人口39,650人。縣治伯米吉（Bemidji）。
成立於1866年2月28日。縣名紀念聲稱發現密西西比河源頭的意大利探險家賈科莫·貝爾特拉米 （Giacomo Beltrami）。